# Паволочь
Па́волочь (также Поволочь, укр. Паволоч) — село в Житомирском районе Житомирской области Украины.

## География
Село расположено на юго-востоке Житомирской области, на реке Раставице, левом притоке Роси. На территории села в Раставицу впадает левый приток Паволочка. Село Паволочь занимает площадь 10,8 км².

## История

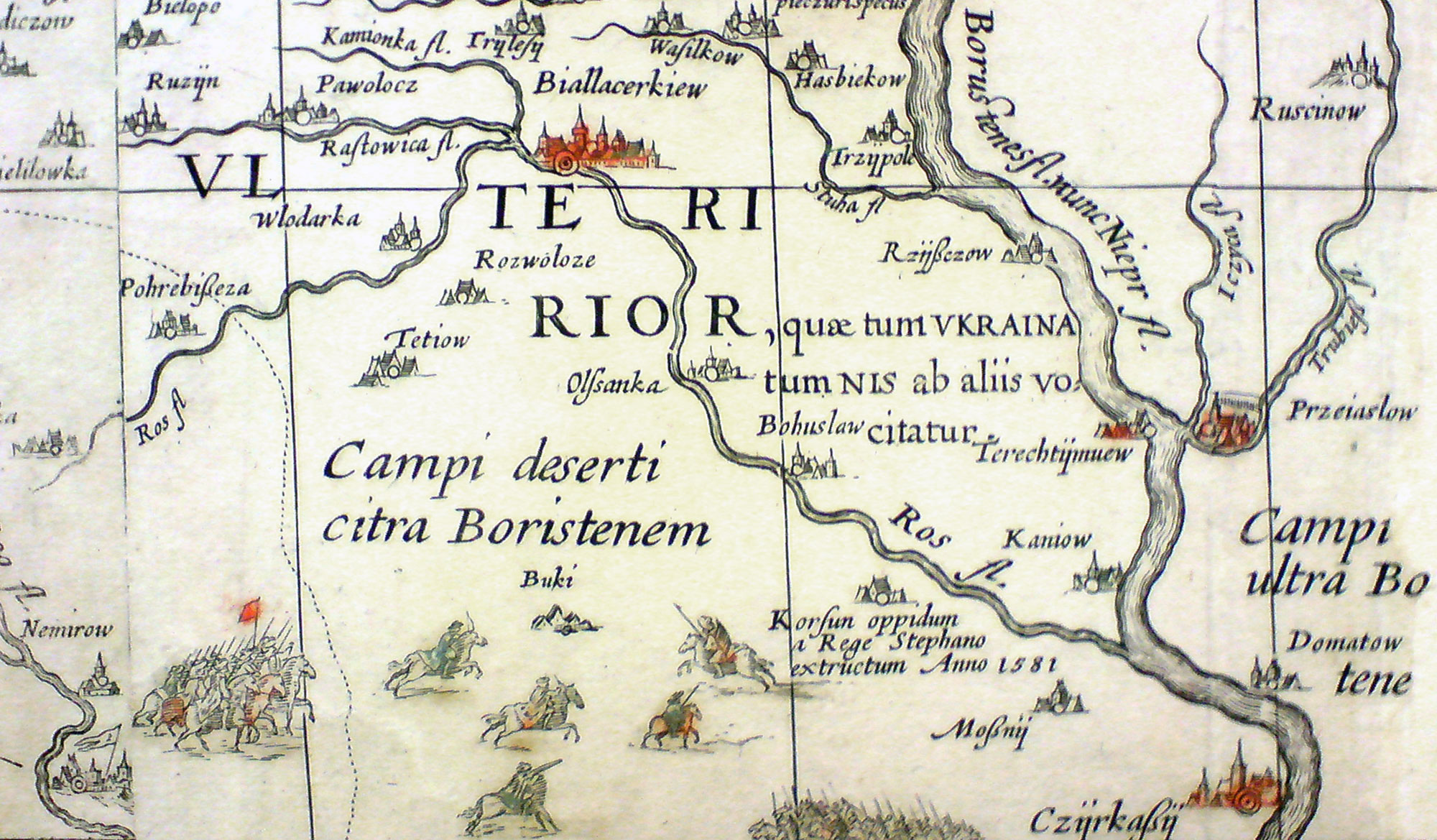
Паволочь на карте Томаша Маковского (1613 г.)

Первое упоминание о селе датируется 1503 годом. Тогда отец Евстафия Дашкевича получил в собственность село от польского короля.
Получил Магдебургское право в 1589 году. Полковой центр Паволочского полка (с 1648 года).
Богдан Хмельницкий неоднократно бывал в Паволочи, а после Берестейской битвы искал денежной помощи у паволоцких крестьян, чтобы заплатить выкуп турецкому султану.
В составе Российской империи с 1793 года.
В начале XX века местечко входило в Сквирский уезд Киевской губернии, будучи центром Паволочской волости.
В 1920-е годы — центр национального еврейского поселкового совета.

## Население
Население Паволочи по переписи 2001 года составляет 1437 человек.
В 1860-е годы в Паволочи жили 2617 православных, 250 католиков, 1695 евреев.

## Местная власть
13500, Житомирская область, Житомирский р-н, пгт Попельня, ул. Богдана Хмельницкого, 7.

## Достопримечательности
- Синагога, построенная в 1772 году, единственная сохранившаяся из шести, бывших в местечке. Ныне в ней расположен краеведческий музей.
- Водяная мельница XIX века, памятник архитектуры.

## Персоналии
- Вишневецкий, Иеремия (1612—1651) — князь, воевода, умер в военном лагере под Паволочью.
- Ковальский, Францишек (1799—1862) — польский поэт и переводчик, родился в Паволочи.
- Натансон, Уильям (1883—1963) — писатель (на идише), философ, социолог, родился в Паволочи.
- Москальчук, Никита Андреевич (1902—1943) — подполковник РККА, Герой Советского Союза, погиб близ Паволочи.